# Stuart Tyson Smith
Stuart Tyson Smith (né en 1960) est un égyptologue américain connu pour sa participation aux films Stargate, la porte des étoiles et La Momie en tant que consultant spécialiste du langage en égyptien ancien. Il est actuellement professeur au département d'anthropologie de l'université de Californie à Santa Barbara où il est spécialiste de l’Égypte ancienne et de la Nubie.